# ФК Коритиба
„Коритиба“ (на португалски: Coritiba Foot Ball Club; буквата О в наименованието е останала след реформа в правописа, когато името на града е променено на Куритиба, но не и названието на клуба) е футболен клуб от гр. Куритиба, столицата на щата Парана, Бразилия. Играе със зелена и бяла риза и черни гащета.

## История
Ha 12 октомври 1909, Frederico "Fritz" Essenfelder създават „Сoritiba Foot Ball Club“.
През 1916 г. отборът печели за 1-ви път шампионата на Парана.

### Спечелени титли
- Бразилия Серия А (1)

1985
- Бразилия Серия Б (2)

2007, 2010
- Държавно първенство (37)

1916, 1927, 1931, 1933, 1935, 1939, 1941, 1942, 1946, 1947, 1951, 1952, 1954, 1956, 1957, 1959, 1960, 1968, 1969, 1971, 1972, 1973, 1974, 1975, 1976, 1978, 1979, 1986, 1989, 1999, 2003, 2004, 2008, 2010, 2011, 2012, 2013
- Купа Град Куритиба (2)

1976, 1978
- Pierre Colon (1) – Франция:

1969
- Akwaba Trophy (1) – Африка:

1983

### Легендарни футболисти
- 10's: Frederico "Fritz" Essenfelder – Maxambomba
- 20's: Ninho – Pizzatto – Staco
- 30's: Pizzattinho – Emílio – Rei
- 40's: Neno – Merlin – Tonico – Breyer
- 50's: Miltinho – Duílio – Fedato – Lanzoninho
- 60's: Krüger – Nico – Bequinha – Oberdan – Cláudio – Nilo – Dirceu – Paulo Vecchio
- 70's: Jairo – Tião Abatiá – Hidalgo – Aladim – Pedro Rocha – Zé Roberto – Paquito – Hermes – Pescuma – Dreyer – Duílio
- 80's: Rafael – Dida – Tostão – Lela – André – Índio – Toby – Heraldo – Almir – Marildo – Chicão – Ademir Alcântara- Milton- Vavá
- 90's: Alex – Pachequinho – Ronaldo Lobisomem – Reginaldo Nascimento – Cléber – Basílio – Auri – Paulo Sérgio – Brandão – Claudiomiro
- 00's: Keirrison – Tcheco – Rafinha – Adriano – Emerson- Edson Bastos – Leandro Donizete – Rafinha